# Агнеш Келети
Агнеш Келети (мађ. Ágnes Keleti; Будимпешта, 9. јануар 1921 — Будимпешта, 2. јануар 2025) била је мађарско-израелска олимпијска и светска шампионка у гимнастици и тренер. Била је најстарија жива олимпијска шампионка и освајачица медаља. Године 2021, 9. јануара прославила је свој 100-ти рођендан. Док је представљала Мађарску на Летњим олимпијским играма, освојила је 10 олимпијских медаља, укључујући пет златних, три сребрне и две бронзане и сматра се једним од најуспешнијих јеврејских олимпијских спортиста свих времена. Келети има више олимпијских медаља него било који други појединац са израелским држављанством и више олимпијских медаља од било ког другог Јевреја, осим Марка Шпица. Била је најуспешнија спортисткиња на Летњим олимпијским играма 1956. године. Келети се 1957. године доселила у Израел, где је живела до повратка у Мађарску, 2015. године.

## Каријера до Другог светског рата
Агнеш Келети, пореклом Јеврејка, рођена је као Агнеш Клајн (Ágnes Klein) 1921. године у Будимпешти (Мађарска). Гимнастиком је почела да се бави са 4 године, а до 16. је већ била мађарска државна првакиња. Током каријере, између 1937. и 1956. године, десет пута је освајала титулу првака.
Агнеш Келети је сматрана главном шампионком мађарског тима на Олимпијским играма 1940, али су, због ескалације Другог светског рата, Игре отказане, као и оне 1944. године. У међувремену је 1941. године, због не-аријевског порекла, избачена из свог гимнастичког клуба и била је приморана да се крије како би преживела рат. Будући да је чула гласину да удате жене нису одвођене у логоре, 1944. се удала за мађарског гимнастичара Иштвана Шаркањија (István Sárkány). Развели су се 1950. Агнеш је рат преживела тако што је купила и користила лична документа једне хришћанске девојке, с којима је радила као собарица у једном мађарском селу.  Њена мајка и сестра су такође успеле да преживе холокауст, а спасио их је шведски дипломата Раул Веленберг. Њен отац и други рођаци страдали су у нацистичким гасним коморама у концентрационом логору Аушвиц. Током зиме 1944-45, у време опсаде Будимпеште од стране совјетских снага, преживљавала је тако што је сваког јутра сакупљала тела умрлих и одвозила их у масовну гробницу.

## Каријера после Другог светског рата
После рата Агнеш Келети је професионално свирала виолончело и наставила да тренира. Године 1946. освојила је прво првенство Мађарске. Следеће, 1947. године освојила је средњоевропску титулу у гимнастици. Квалификовала се за Летње олимпијске игре 1948. године, али је пропустила такмичење због кидања лигамента у скочном зглобу. На службеној листи учесника наведена је као Агнеш Шаркањи. На Светским универзитетским играма (претеча Универзијаде) 1949. освојила је четири златне, једну сребрну и једну бронзану медаљу.
Наставила је са тренинзима и први пут се такмичила на Олимпијским играма 1952.  у Хелсинкију, када јој је била 31 година. Освојила је четири медаље: злато у партеру, сребро у екипној конкуренцији и бронзу у екипном такмичењу у ритмичкој гимнастици (која је тек 1984. постала посебна олимпијска дисциплина). Келети је наставила даље до Светског првенства 1954. године, где је победила на двовисинском разбоју, поставши светска шампионка. На Летњим олимпијским играма 1956. у Мелбурну Келети је освојила шест медаља, укључујући златне медаље у три од четири појединачна финала: партер, разбој и греда, чиме се пласирала на друго место у вишебоју. Проглашена је за најуспешнијег спортисту ових Игара. Мађарска екипа се пласирала на прво место у ритмичкој гимнастици, а друго у екипном такмичењу. У доби од 35 година, Келети је постала најстарија женска гимнастичарка која је икад освојила злато. Током Олимпијских игара 1956. Совјетски Савез је напао Мађарску. Заједно са  још 44 спортиста из мађарске делегације Агнеш Келети је одлучилао да остане у Аустралији и добила је политички азил. Постала је тренер аустралијских гимнастичара.
Келети је емигрирала у Израел 1957. године, такмичећи се у Играма Макабија 1957. и успела је да доведе мајку и сестру. Године 1959. се удала за мађарског наставника физичког васпитања Роберта Бироа (Robert Biro), ког је упознала у Израелу и добили су два сина, Даниела и Рафаела. После повлачења из такмичења Агнеш Келети је радила као инструкторка физичког васпитања на Универзитету у Тел Авиву и 34 године на Вингејт институту за спорт у Нетанји. Такође је, током деведесетих, тренирала и сарађивала са израелским националним гимнастичким тимом. Од 2015. године живела је у Будимпешти. Од када је, 21. маја 2016. године умро Шандор Тарич (Sándor Tarics), Агнеш Келети била је најстарији мађарски олимпијски шампион. Постала је најстарија жива олимпијска шампионка када је, 13. априла 2019, умрла Лидија Вајдмен (Lydia Wideman). Прославила је 100. рођендан у јануару 2021.

## Награде и почасти
- Агнеш Келети је примљена у Међународну јеврејску спортску кућу славних 1981. године,[4] а у Мађарску спортску кућу славних 1991. године.[5]
- Године 2004. проглашена је дванаестим мађарским „Спортистом нације“.[21]
- У њену част назван је астероид 265594 Келетиагнес, који је 2005. открио Кристијан Шарнецки (Krisztián Sárneczky). Име астероида је озваничено 12. јула 2014.
- 2017. године проглашена је лауреатом Награде Израела у области спорта.[22]